# Ernestine Lutze

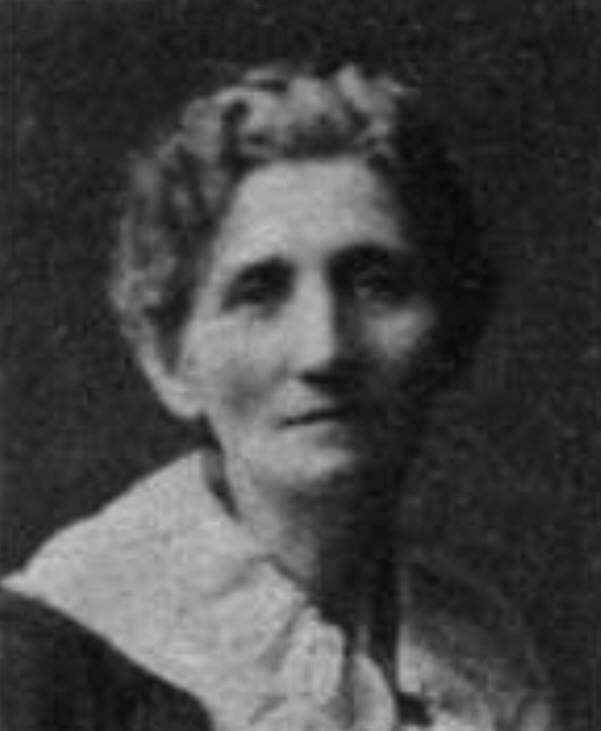
Ernestine Lutze

Johanna Ernestine Lutze, geb. Lehmann, (* 17. Juni 1873 in Merzdorf bei Elsterwerda; † 27. April 1948 in Dresden) war eine deutsche Politikerin (SPD, ASPD).

## Leben und Wirken
Ernestine Lutze besuchte die Volksschule in Dresden und Großenhain. Seit ihrem neunten Lebensjahr arbeitete sie als Dienstmädchen, später als Blumenarbeiterin. Als Berufsverbandsfunktionärin war sie um die Jahrhundertwende Mitbegründerin und langjähriges Vorstandsmitglied des Blumenarbeiterverbandes. Seit ihrer Hochzeit mit dem Dekorationsmaler Karl Otto Lutze trug sie dessen Namen.
Im Jahr 1911 besuchte Lutze die Gewerkschaftsschule in Berlin. In Dresden wurde sie zu dieser Zeit Mitglied des Ausschusses der Allgemeinen Ortskrankenkasse. 1917 wurde sie vom Dresdner Stadtrat zum Mitglied des Wohnungsausschusses der Stadt ernannt. Nach dem Ausbruch der Novemberrevolution von 1918 wurde Lutze Mitglied des Arbeiter- und Soldatenrates in Dresden.
Nachdem Lutze jahrelang für die Sozialdemokratische Partei (SPD) als Rednerin auf politischen und gewerkschaftlichen Versammlungen aufgetreten war, gehörte sie von Januar 1919 bis Juni 1920 als Abgeordnete ihrer Partei der Weimarer Nationalversammlung an, in der sie den Wahlkreis 28 (I. Sachsen) vertrat.
Lutze war zudem Vorstandsmitglied des Vereins Heimatdank, in dem sie die Abteilung für Arbeitsvermittlung für Kriegerfrauen übernahm, sowie in den Jahren 1913 bis 1917 Vorstandsmitglied der Gauleitung des Fabrikarbeiterverbandes und Arbeitervertretervereins der Kreishauptmannschaft in Dresden.
Im Juni 1926 trat Lutze der Alten Sozialistischen Partei Sachsens bei. Sie wurde Mitglied im zentralen Parteivorstand und im Vorstand des Bezirks Ostsachsen. Von 1927 bis 1929 war sie Stadtverordnete in Dresden.